# خط طول 72° غرب
خط طول 72° غرب هو أحد خطوط الطول الجغرافية، والتي تمتد من القطب الشمالي الجغرافي إلى القطب الجنوبي الجغرافي، وحسب التحويل الزمني يتأخر خط طول 72° غرب عن خط غرينتش بـ4 ساعات و48 دقيقة.

## من القطب إلى القطب
ينطلق خط طول 72° غرب من القطب الشمالي نحو القطب الجنوبي مرورا بالمناطق التي ترد في الجدول التالي:
| الإحداثيات                         | البلد أو الإقليم أو البحر | ملاحظات |
| ---------------------------------- | ------------------------- | --- |
| 90°0′N 72°0′W / 90.000°N 72.000°W  | المحيط المتجمد الشمالي    | |
| 83°6′N 72°0′W / 83.100°N 72.000°W  | كندا                      | نونافوت – جزيرة إليسمير |
| 79°41′N 72°0′W / 79.683°N 72.000°W | مضيق ناريس                | |
| 78°33′N 72°0′W / 78.550°N 72.000°W | جرينلاند                  | |
| 77°54′N 72°0′W / 77.900°N 72.000°W | خليج بافن                 | |
| 77°26′N 72°0′W / 77.433°N 72.000°W | جرينلاند                  | جزيرة نورثمبرلاند [لغات أخرى]‏ (Northumberland Island) |
| 77°18′N 72°0′W / 77.300°N 72.000°W | خليج بافن                 | |
| 71°34′N 72°0′W / 71.567°N 72.000°W | كندا                      | نونافوت – بافن (جزيرة)، Sillem Island وبافن (جزيرة) again |
| 63°23′N 72°0′W / 63.383°N 72.000°W | مضيق هدسون                | |
| 61°52′N 72°0′W / 61.867°N 72.000°W | كندا                      | نونافوت – Wales Island |
| 61°51′N 72°0′W / 61.850°N 72.000°W | مضيق هدسون                | |
| 61°41′N 72°0′W / 61.683°N 72.000°W | كندا                      | كيبك |
| 45°0′N 72°0′W / 45.000°N 72.000°W  | الولايات المتحدة          | فيرمونت نيوهامبشير – من 44°19′N 72°0′W / 44.317°N 72.000°W ماساتشوستس – من 42°43′N 72°0′W / 42.717°N 72.000°W كونيتيكت – من 42°1′N 72°0′W / 42.017°N 72.000°W                                                                                           |
| 41°19′N 72°00′W / 41.31°N 72.0°W   | المحيط الأطلسي            | Fishers Island Sound |
| 41°17′N 72°0′W / 41.283°N 72.000°W | الولايات المتحدة          | نيويورك (ولاية) – Fishers Island |
| 41°15′N 72°0′W / 41.250°N 72.000°W | المحيط الأطلسي            | Block Island Sound |
| 41°3′N 72°0′W / 41.050°N 72.000°W  | الولايات المتحدة          | نيويورك (ولاية) – لونغ آيلند |
| 41°1′N 72°0′W / 41.017°N 72.000°W  | المحيط الأطلسي            | |
| 21°58′N 72°0′W / 21.967°N 72.000°W | جزر توركس وكايكوس         | جزيرة شمال كايكوس [لغات أخرى]‏ |
| 21°54′N 72°0′W / 21.900°N 72.000°W | المحيط الأطلسي            | |
| 19°42′N 72°0′W / 19.700°N 72.000°W | هايتي                     | |
| 18°38′N 72°0′W / 18.633°N 72.000°W | جمهورية الدومينيكان       | لحوالي 1 km |
| 18°37′N 72°0′W / 18.617°N 72.000°W | هايتي                     | |
| 18°12′N 72°0′W / 18.200°N 72.000°W | البحر الكاريبي            | |
| 12°15′N 72°0′W / 12.250°N 72.000°W | كولومبيا                  | |
| 11°35′N 72°0′W / 11.583°N 72.000°W | فنزويلا                   | مرورا عبر بحيرة ماراكايبو |
| 7°1′N 72°0′W / 7.017°N 72.000°W    | كولومبيا                  | |
| 2°21′S 72°0′W / 2.350°S 72.000°W   | بيرو                      | |
| 4°38′S 72°0′W / 4.633°S 72.000°W   | البرازيل                  | الأمازون (ولاية) Acre – من 7°46′S 72°0′W / 7.767°S 72.000°W |
| 10°0′S 72°0′W / 10.000°S 72.000°W  | بيرو                      | |
| 17°2′S 72°0′W / 17.033°S 72.000°W  | المحيط الهادئ             | |
| 34°7′S 72°0′W / 34.117°S 72.000°W  | تشيلي                     | لحوالي 6 km |
| 34°11′S 72°0′W / 34.183°S 72.000°W | المحيط الهادئ             | |
| 34°22′S 72°0′W / 34.367°S 72.000°W | تشيلي                     | |
| 42°9′S 72°0′W / 42.150°S 72.000°W  | الأرجنتين                 | |
| 43°2′S 72°0′W / 43.033°S 72.000°W  | تشيلي                     | |
| 44°46′S 72°0′W / 44.767°S 72.000°W | الأرجنتين                 | لحوالي 14 km |
| 44°54′S 72°0′W / 44.900°S 72.000°W | تشيلي                     | |
| 47°19′S 72°0′W / 47.317°S 72.000°W | الأرجنتين                 | |
| 51°49′S 72°0′W / 51.817°S 72.000°W | تشيلي                     | لحوالي 12 km |
| 51°56′S 72°0′W / 51.933°S 72.000°W | الأرجنتين                 | لحوالي 3 km |
| 51°58′S 72°0′W / 51.967°S 72.000°W | تشيلي                     | Mainland, Riesco Island وشبه جزيرة برونزويك (mainland) |
| 53°42′S 72°0′W / 53.700°S 72.000°W | مضيق ماجلان               | |
| 53°54′S 72°0′W / 53.900°S 72.000°W | تشيلي                     | Clarence Island، الجزيرة الكبرى لأرض النار وLondon Island |
| 54°43′S 72°0′W / 54.717°S 72.000°W | المحيط الهادئ             | |
| 60°0′S 72°0′W / 60.000°S 72.000°W  | المحيط الجنوبي            | |
| 69°2′S 72°0′W / 69.033°S 72.000°W  | القارة القطبية الجنوبية   | جزيرة ألكسندر و mainland – المطالب الإقليمية بالقارة القطبية الجنوبية by الأرجنتين (المقاطعة الأرجنتينية بالقارة القطبية الجنوبية), تشيلي (المقاطعة التشيلية بالقارة القطبية الجنوبية) و المملكة المتحدة (المقاطعة البريطانية بالقارة القطبية الجنوبية) |